# Morning Joe First Look
Morning Joe First Look (anteriormente First Look) é um telejornal estadunidense que vai ao ar na MSNBC. Ele é transmitido ao vivo nas manhãs de segunda a sexta-feira, às 5 horas, horário da costa leste dos EUA, e concorre como Early Start da CNN e o Fox & Friends First do Fox News Channel. Atualmente, o programa é co-apresentado por Yasmin Vossoughian, Ayman Mohyeldin e Louis Burgdorf.